# Eudule allegra
Eudule allegra là một loài bướm đêm trong họ Geometridae.